# Denis Bril
Denis Bril (* 20. März 2004) ist ein deutscher Boxer. Er ist der jüngere Bruder des ehemaligen Boxers Artur Bril.

## National
Bril trainiert im Kölner Boxverein SC Colonia 06, wo sein Vater Sergei Bril als Boxtrainer und Jugendsportwart arbeitet, sowie am Kölner Olympiastützpunkt Nordrhein-Westfalen, wo sein Bruder Artur als Bundesstützpunkttrainer tätig ist.
Er wurde 2017 und 2018 Deutscher Meister der Kadetten, 2019 Deutscher Meister der Junioren, 2021 Deutscher Jugendmeister im Bantamgewicht sowie 2022 Deutscher Jugendmeister im Federgewicht. 2020 hatten aufgrund der COVID-19-Pandemie keine Meisterschaften stattgefunden. 2022 bis 2024 gewann er zudem dreimal in Folge die Deutschen Meisterschaften der U22; 2022 und 2023 im Federgewicht, sowie 2024 im Halbweltergewicht. Im Februar 2023 bestritt er für das Team MBR-Hamm seinen ersten Kampf in der Bundesliga und gewann nach Punkten gegen Oskar Sobieszczyk vom BC Chemnitz. Darüber hinaus gewann er im Halbweltergewicht 2024 mit einem Finalsieg gegen Assan Hansen seinen ersten Deutschen Meistertitel bei den Erwachsenen (Elite).
2025 wurde Bril mit dem BC Marburg Deutscher Mannschaftsmeister der Bundesliga.

## International
Bril war jeweils Teilnehmer der Junioren-Europameisterschaft 2019 in Galați, der Jugend-Europameisterschaften 2021 in Budva und 2022 in Sofia, der Jugend-Weltmeisterschaft 2022 in La Nucia und der U22-Europameisterschaft 2023 in Budva.
Nachdem beim 1. Olympiaqualifikationsturnier 2024 in Busto Arsizio Murat Yıldırım für Deutschland im Federgewicht antrat und in der Vorrunde ausgeschieden war, wurde Bril vom deutschen Boxverband in dieser Gewichtsklasse für das 2. Olympiaqualifikationsturnier 2024 in Bangkok nominiert. Er siegte dann gegen Tashi Yoezer, Farid Walizadeh und Kharkhüügiin Enkh-Amar, ehe er im Viertelfinale gegen Aider Abduraimow ausschied.
Beim von World Boxing veranstalteten Weltcup 2025 in Foz do Iguaçu erreichte er einen fünften Platz.